# Seznam senatorjev desete italijanske legislature
Seznam senatorjev 10. legislature Republike Italije je urejen po političnih strankah.

## Krščanska demokracija
- Lucio Abis
- Lorenzo Acquarone
- Giovanni Amabile
- Antonio Andò
- Beniamino Andreatta
- Giulio Andreotti (začetek mandata 18.6.1991)
- Alcide Angeloni
- Carmelo Azzarà
- Giovanni Azzaretti
- Enzo Berlanda (konec mandata 13.2.1992)

Mario Viganò (začetek mandata 13.2.1992)
- Guido Bernardi
- Carlo Bo
- Carlo Boggio
- Adriano Bompiani
- Gilberto Bonalumi
- Cirillo Bonora
- Manfredi Bosco
- Attilio Busseti (konec mandata 28.1.1992)

Severino Fallucchi (začetek mandata 30.1.1992)
- Paolo Cabras
- Umberto Cappuzzo
- Guido Carli
- Natale Carlotto
- Gianuario Carta
- Francesco Cattanei
- Anna Gabriella Ceccatelli
- Michele Chimenti
- Severino Citaristi
- Giovanni Silvestro Coco
- Mario Condorelli
- Francesco Alberto Covello
- Romualdo Coviello
- Sergio Cuminetti
- Saverio D'Amelio
- Costante Degan (konec mandata 1.7.1988)

Emilio Neri (začetek mandata 13.7.1988)
- Giorgio De Giuseppe
- Gabriele De Rosa
- Salverino De Vito
- Alfredo Diana
- Osvaldo Di Lembo
- Corradino Di Stefano
- Carlo Donat-Cattin (konec mandata 18.3.1991)

Gianfranco Chessa (začetek mandata 26.3.1991)
- Angelo Donato
- Leopoldo Elia
- Umberto Emo Capodilista
- Franco Evangelisti
- Pietro Fabris
- Franca Falcucci
- Amintore Fanfani
- Mauro Favilla
- Mario Ferrari-Aggradi
- Mario Fioret
- Alessandro Fontana
- Giovanni Angelo Fontana
- Ignazio Marcello Gallo
- Luigi Genovese
- Delio Giacometti (konec mandata 16.7.1991)

Franco Pilla (začetek mandata 17.7.1991)
- Antonio Giagu Demartini
- Luigi Granelli
- Niccolò Grassi Bertazzi
- Antonio Graziani
- Mauro Ianniello
- Rosa Jervolino Russo
- Bruno Kessler (konec mandata 19.3.1991)

Alberto Robol (začetek mandata 27.3.1991)
- Michele Lauria
- Ezio Leonardi
- Nicolò Lipari
- Giovanni Manzini
- Giovanni Battista Melotto
- Pietro Mezzapesa
- Paolo Micolini
- Pietro Montresori
- Giampaolo Mora
- Maria Fida Moro
- Antonino Murmura
- Gualtiero Nepi
- Giovanni Maria Nieddu
- Giulio Cesare Orlando
- Antonino Pagani (začetek mandata 20.6.1991)
- Francesco Parisi
- Angelo Pavan
- Francesco Perina
- Pasquale Perugini
- Angelo Picano
- Michele Pinto
- Luigi Poli
- Giorgio Postal
- Giovanni Prandini
- Emilio Pulli
- Francesco Rebecchini (konec mandata 6.1.1988)

Walter Fontana (začetek mandata 19.1.1988)
- Augusto Rezzonico
- Domenico Rosati
- Roberto Ruffilli (konec mandata 16.4.1988)

Carlo Tani (začetek mandata 22.4.1988)
- Mariano Rumor (konec mandata 22.1.1990)

Vielmo Duò (začetek mandata 7.2.1990)
- Carmelo Francesco Salerno
- Franco Salvi
- Carmelo Santalco
- Learco Saporito
- Paolo Sartori
- Giorgio Spitella
- Francesco Tagliamonte
- Emilio Paolo Taviani
- Lucio Toth
- Riccardo Triglia
- Antonio Ventre
- Giovanni Venturi
- Ernesto Vercesi (konec mandata 25.3.1991)

Maria Paola Colombo Svevo (subentrata il 27.3.1991)
- Glicerio Vettori
- Claudio Vitalone
- Benigno Zaccagnini (konec mandata 5.11.1989)

Armando Foschi (začetek mandata 9.11.1989)
- Ortensio Zecchino

## Komunisti
- Elios Andreini
- Renzo Antoniazzi
- Giulio Carlo Argan
- Ennio Baiardi
- Nereo Battello
- Vito Bellafiore (konec mandata 24.2.1988)

Giuseppe Vitale (začetek mandata 3.3.1988)
- Giovanni Berlinguer
- Lionello Bertoldi
- Giovanna Bochicchio Schelotto
- Arrigo Boldrini
- Alfio Brina
- Giuseppe Cannata (konec mandata 2.12.1990)

Giovanni Pellegrino (začetek mandata 12.12.1990)
- Emanuele Cardinale
- Archimede Casadei Lucchi
- Giuseppe Antonio Chiarante
- Gerardo Chiaromonte
- Vittorio Chiesura
- Giorgio Cisbani
- Vito Consoli (konec mandata 12.11.1989)

Orazio Montinaro (začetek mandata 15.11.1989)
- Giovanni Correnti (začetek mandata 3.8.1988)
- Angelo Dionisi
- Isa Ferraguti
- Maurizio Ferrara
- Antonio Franchi
- Vittorio Dante Gambino
- Lorenzo Gianotti
- Francesco Greco
- Giuseppe Iannone
- Franco Longo
- Pasquale Lops
- Maurizio Lotti
- Riccardo Margheriti
- Luigi Meriggi
- Maurizio Mesoraca
- Carla Federica Nespolo
- Venanzio Nocchi
- Onofrio Petrara
- Mario Pinna
- Giovanni Ranalli
- Camilla Ravera (konec mandata 14.4.1988)
- Rino Serri
- Stojan Spetic
- Antonio Taramelli (konec mandata 25.9.1989)
- Glauco Torlontano
- Girolamo Tripodi
- Claudio Vecchi
- Tullio Vecchietti
- Ugo Vetere
- Giuseppe Vignola
- Roberto Visconti
- Paolo Volponi
- Grazia Zuffa

## Socialistična stranka Italije
- Michele Achilli
- Gennaro Acquaviva
- Norberto Bobbio
- Eugenio Bozzello Verole
- Giorgio Casoli
- Roberto Cassola (konec mandata 3.7.1991)

Cornelio Masciadri (začetek mandata 17.7.1991)
- Franco Castiglione
- Francesco Cimino
- Luigi Covatta
- Francesco De Martino (in carica dal 18.6.1991)
- Francesco Forte
- Guido Gerosa
- Gino Giugni
- Francesco Guizzi (konec mandata 21.11.1991)

Giuseppe Russo (začetek mandata 27.11.1991)
- Maria Rosaria Manieri
- Elena Marinucci Mariani
- Delio Meoli
- Roberto Meraviglia
- Antonio Muratore
- Sandro Pertini (konec mandata 24.2.1990)
- Sossio Pezzullo
- Pietro Pizzo
- Giorgio Pizzol
- Nicola Putignano
- Giovanni Ricevuto
- Mario Rigo
- Giorgio Ruffolo
- Renzo Santini
- Gino Scevarolli
- Giovanni Beniamino Valcavi (začetek mandata 27.3.1991; konec mandata 18.6.1991)

Bruno Pellegrino (začetek mandata 19.6.1991)
- Sisinio Zito

## Neodvisna levica
- Antonio Alberti
- Peppino Fiori
- Vittorio Foa
- Antonio Giolitti
- Claudio Napoleoni (konec mandata 31.7.1988)
- Giorgio Nebbia
- Franca Ongaro Basaglia
- Adriano Ossicini
- Guido Giuseppe Rossi
- Giorgio Strehler
- Boris Ulianich
- Edoardo Vesentini

## Italijansko socialno gibanje - nacionalna desnica
- Mario Biagioni (konec mandata 27.1.1989)

Sergio Sanesi (začetek mandata 6.2.1989)
- Michele Florino
- Francesco Franco (konec mandata 16.11.1991)

Elio Colosimo (začetek mandata 26.11.1991)
- Antonino La Russa
- Alfredo Mantica
- Marisa Moltisanti
- Giorgio Pisanò
- Cesare Pozzo
- Ferdinando Signorelli
- Giuseppe Specchia

## Reformacijski komunisti
- Armando Cossutta
- Salvatore Crocetta
- Angelo Dionisi
- Luigi Meriggi
- Ersilia Salvato
- Rino Serri
- Girolamo Tripodi
- Paolo Volponi

## Republikanci
- Susanna Agnelli
- Rocco Coletta
- Giovanni Ferrara Salute
- Giuseppe Perricone
- Giovanni Spadolini
- Leo Valiani
- Bruno Visentini

## Socialdemokratska stranka Slovenije
- Costantino Dell'Osso
- Luigi Franza
- Giuseppe Saragat (konec mandatal'11.6.1988)

## Evropska ekološka federacija
- Piero Craveri (konec mandata 9.7.1987)

Lorenzo Strik Lievers (začetek mandata 10.7.1987)
- Domenico Modugno (začetek mandata 9.5.1990)
- Giuseppe Lelio Petronio
- Massimo Teodori (začetek mandata 15.1.1992)

## Mešana
- Giovanni Agnelli (začetek mandata 19.6.1991)
- Umberto Bossi
- Francesco Candioto
- Giuseppe Fassino
- Giovanni Leone
- Giovanni Malagodi (konec mandata 17.4.1991)

Pietro Fiocchi (začetek mandata 19.4.1991)
- Cesare Merzagora (konec mandata 1.5.1991)
- Guido Pollice
- Hans Rubner
- Piergiorgio Sirtori